# تشيك ويب
تشيك ويب (بالإنجليزية: Chick Webb)‏ هو مغني أمريكي، ولد في 10 فبراير 1905 في بالتيمور في الولايات المتحدة، وتوفي بنفس المكان في 16 يونيو 1939 بسبب سل.

## وصلات خارجية
- تشيك ويب على موقع IMDb (الإنجليزية)
- تشيك ويب على موقع الموسوعة البريطانية (الإنجليزية)
- تشيك ويب على موقع ميوزك برينز (الإنجليزية)
- تشيك ويب على موقع قاعدة بيانات برودواي على الإنترنت (الإنجليزية)
- تشيك ويب على موقع إن إن دي بي (الإنجليزية)
- تشيك ويب على موقع أول ميوزيك (الإنجليزية)
- تشيك ويب على موقع ديسكوغز (الإنجليزية)